# Jairo Manfredo Martínez
Jairo Manfredo Martínez Puerto (La Ceiba, Atlántida, Honduras, 14 de mayo de 1978) es un exfutbolista hondureño que se desempeñaba como delantero. Martínez, cuya trayectoria duró más de una década, se destaca por ser uno de los máximos goleadores de la historia motagüense y uno de los primeros jugadores hondureños que militaron en la Premier League inglesa. Actualmente es director deportivo del Club Deportivo y Social Vida.

## Selección nacional
Fue internacional con la selección de fútbol de Honduras en 38 ocasiones y anotó 13 goles. 

## Clubes
| Club          | País       | Año       | Partidos | Goles |
| ------------- | ---------- | --------- | -------- | ----- |
| Motagua       | Honduras   | 1997-2000 | 33       | 19    |
| Coventry City | Inglaterra | 2000-2002 | 11       | 3     |
| Motagua       | Honduras   | 2002-2005 | 89       | 23    |
| Altamira      | México     | 2005      | 4        | 1     |
| Olimpia       | Honduras   | 2006      | 20       | 2     |
| Motagua       | Honduras   | 2006-2008 | 41       | 8     |

## Palmarés

### Campeonatos nacionales
| Título          | Club    | País     | Año  |
| --------------- | ------- | -------- | ---- |
| Torneo Apertura | Motagua | Honduras | 1997 |
| Torneo Clausura | Motagua | Honduras | 1998 |
| Torneo Apertura | Motagua | Honduras | 1999 |
| Supercopa       | Motagua | Honduras | 1999 |
| Torneo Clausura | Motagua | Honduras | 2000 |

### Campeonatos internacionales
| Título                       | Club    | País     | Año  |
| ---------------------------- | ------- | -------- | ---- |
| Copa Interclubes de la Uncaf | Motagua | Honduras | 2007 |